# Serghei Karpov
Sergei Pavlovici Karpov (în rusă Сергей Павлович Карпов; n. 1 ianuarie 1948, Stavropol, RSFS Rusă, URSS) este un proeminent bizantinist rus, fiind specializat pe istoria Imperiului bizantin de Trapezunt și istoria Gazariei. Cercetarea întreprinsă în arhivele italiene i-a permis consultarea documentelor elaborate de "republicile marinare" Genova și Veneția referitoare la comerțul desfășurat în zona Mării Negre. Membru al Academiei Ruse de Științe (din 2003). Decan al Facultății de Istorie a Universității de Stat de la Moscova (din 1995).

## Monografii
- L' impero di Trebisonda, Venezia, Genova e Roma, 1204-1461. Rapporti politici, diplomatici e commerciali, Roma, 1986, 321 p.
- La Navigazione Veneziana nel Mar Nero XIII-XV sec., Ravenna, 2000, 207 p.